# Leptynia montana
Leptynia montana är en insektsart som beskrevs av Scali 1996. Leptynia montana ingår i släktet Leptynia och familjen Diapheromeridae. Inga underarter finns listade i Catalogue of Life.